# Los grandes éxitos en español
Albums de Cypress Hill
Cypress Hill IV
(1998) Skull & Bones
(2000)
Los grandes éxitos en español est une compilation de Cypress Hill, sortie le 19 octobre 1999.
L'opus est une sélection de titres du groupe interprétés en espagnol.
Il s'est classé 3e au Latin Pop Albums et 6e au Billboard Top Latin Albums et a été certifié disque de platine par la RIAA le 21 juin 2000.

## Liste des titres
| No  | Titre                                                       | Durée |
| --- | ----------------------------------------------------------- | ----- |
| 1.  | Yo Quiero Fumar (I Wanna Get High)                          | 2:46  |
| 2.  | Loco En El Coco (Insane in the Brain)                       | 3:23  |
| 3.  | No Entiendes La Onda (How I Could Just Kill a Man)          | 4:09  |
| 4.  | Dr. Dedoverde (Dr. Greenthumb)                              | 2:58  |
| 5.  | Latino Lingo (Latin Lingo)                                  | 4:00  |
| 6.  | Puercos (Pigs)                                              | 2:46  |
| 7.  | Marijuana Locos (Stoned Raiders)                            | 2:58  |
| 8.  | Tú No Ajaunta (Checkmate)                                   | 3:29  |
| 9.  | Ilusiones (Illusions)                                       | 3:16  |
| 10. | Muévete (Make a Move)                                       | 4:02  |
| 11. | No Pierdo Nada (Nothin' to Lose) (featuring Mellow Man Ace) | 3:52  |
| 12. | Tequila (Tequila Sunrise)                                   | 3:56  |
| 13. | Tres Equis                                                  | 1:52  |
| 14. | Siempre Peligroso (featuring Fermin IV)                     | 3:57  |